# ヌイタイン県
ヌイタイン県（ヌイタインけん、ベトナム語：Huyện Núi Thành / 縣𡶀成?）は、ベトナムクアンナム省の県である。

## 行政区画
以下の1市鎮16社を管轄する。
- ヌイタイン市鎮（Núi Thành / 𡶀成）
- タムスアン1社（Tam Xuân 1 / 三春1）
- タムスアン2社（Tam Xuân 2 / 三春2）
- タムティエン社（Tam Tiến / 三進）
- タムソン社（Tam Sơn / 三山）
- タムタイン社（Tam Thạnh / 三盛）
- タムアインバク社（Tam Anh Bắc / 三英北）
- タムアインナム社（Tam Anh Nam / 三英南）
- タムホア社（Tam Hòa / 三和）
- タムヒエップ社（Tam Hiệp / 三協）
- タムハイ社（Tam Hải / 三海）
- タムザン社（Tam Giang / 三江）
- タムクアン社（Tam Quang / 三光）
- タムギア社（Tam Nghĩa / 三義）
- タムミードン社（Tam Mỹ Đông / 三美東）
- タムミータイ社（Tam Mỹ Tây / 三美西）
- タムチャー社（Tam Trà / 三茶）